# 陈江站
陈江站位于中国廣東省惠州市惠城區陈江街道，于1996年启用，为广州铁路（集团）公司惠州车务段管辖的四等站。经过铁路有京九铁路。

## 使用情况
陈江站是京九铁路的车站。本站不辦理客運列車,货运除不办理怕湿货物发送、到达外，皆可办理。

## 历史
- 1996年：陈江站建成启用。